# Бо Картер
Бо Картер (англ. Bo Carter, настоящее имя Арментер Чатмон, англ. Armenter Chatmon; 30 июня 1893 — 21 сентября 1964) — американский блюзовый музыкант. Сотрудничал с группой Mississippi Sheiks, участниками которой были два его брата Лонни и Сэм Чатмон (англ. Lonnie Chatmon, англ. Sam Chatmon).
В 1928 Картер записал песню Corrine, Corrina, ставшую впоследствии хитом в исполнении
Биг Джо Тёрнера и блюзовым стандартом

## Дискография
- Greatest Hits 1930—1940 (Yazoo, 1969)
- Twist It Babe 1931—1940 (Yazoo, 1973)
- Banana In Your Fruit Basket (Yazoo, 1980)
- The Best of Bo Carter Vol. 1 1928—1940 (Earl Archives, 1982)
- Bo Carter 1931—1940 (Old Tramp, 1987)
- Bo Carter 1928—1938 (Document, 1988)
- The Rarest Bo Carter Vol. 2 1930—1938 (Earl Archives, 1989)
- Bo Carter Vol. 1-5 (Document, 1991)
- Bo Carter’s Advice (Catfish, 2000)
- The Essential Bo Carter (Document, 2003)
- The Country Farm Blues (P-Vine, 2011)
- Bo Carter & The Mississippi Sheiks (JSP, 2012)